# NGC 1659
NGC 1659 (również NGC 1677 lub PGC 15977) – galaktyka spiralna (Sbc), znajdująca się w gwiazdozbiorze Erydanu.
Odkrył ją William Herschel 28 listopada 1786 roku. 22 października 1886 roku obserwował ją też Lewis A. Swift, który jednak obliczył jej pozycję z błędem rektascensji wielkości aż 5 minut i w rezultacie błędnie skatalogował ją jako nowo odkryty obiekt. Te rozbieżności w pozycjach sprawiły, że John Dreyer umieścił obie te obserwacje w swoim katalogu jako oddzielne obiekty NGC 1659 (obserwacja Herschela) i NGC 1677 (obserwacja Swifta). Niektóre źródła, np. baza SIMBAD za obiekt NGC 1677 uznają sąsiednią galaktykę PGC 16146.